# Арт интервенция
Арт интервенция е взаимодействие с налична и съществуваща художествена творба, аудитория или локация / пространство. Има чертите на концептуално изкуство и е често форма на изкуството пърформанс. Тя се асоциира с виенските акционисти, дада движението и неодадаистите. Също е често използвана от стукистите, за да предизвика емоционално възприятие от друга творба, срещу която те се противопоставят, интервенцията е протест срещу съществуващия артефакт.
Макар интервенцията по начало да носи елементи на подривност, днес (на Запад) се възприема като легитимна форма на изкуство и често е извършвана с одобрението на властите, аудиторията и т.н. на съответната локация / пространство, където е извършена интервенция. Все пак, предварително неодобрени (тоест незаконни) интервенции, които всъщност са доста чести, могат да доведат до дебати относно различието между изкуство и вандализъм. По дефиниция арт интервенцията е предизвикателство и най-малкото коментар, който е едновременно свързан с и отнесен към друга, по-ранна творба, тема и т.н., както и към очакванията на определена аудитория.
Известна арт интервенция (първата известна) в България е изрисуването на Паметника на Съветската армия като американски комикс герои.